# Rachinotus marshalli
Rachinotus marshalli är en insektsart som beskrevs av William Lucas Distant. Rachinotus marshalli ingår i släktet Rachinotus och familjen hornstritar. Inga underarter finns listade i Catalogue of Life.